# Bitwa pod Ishibashiyamą
Bitwa pod Ishibashiyamą (jap. 石橋山の戦い Ishibashiyama no tatakai) – miała miejsce dnia 14 września 1180 r. w trakcie wojny Gempei (1180–1185).

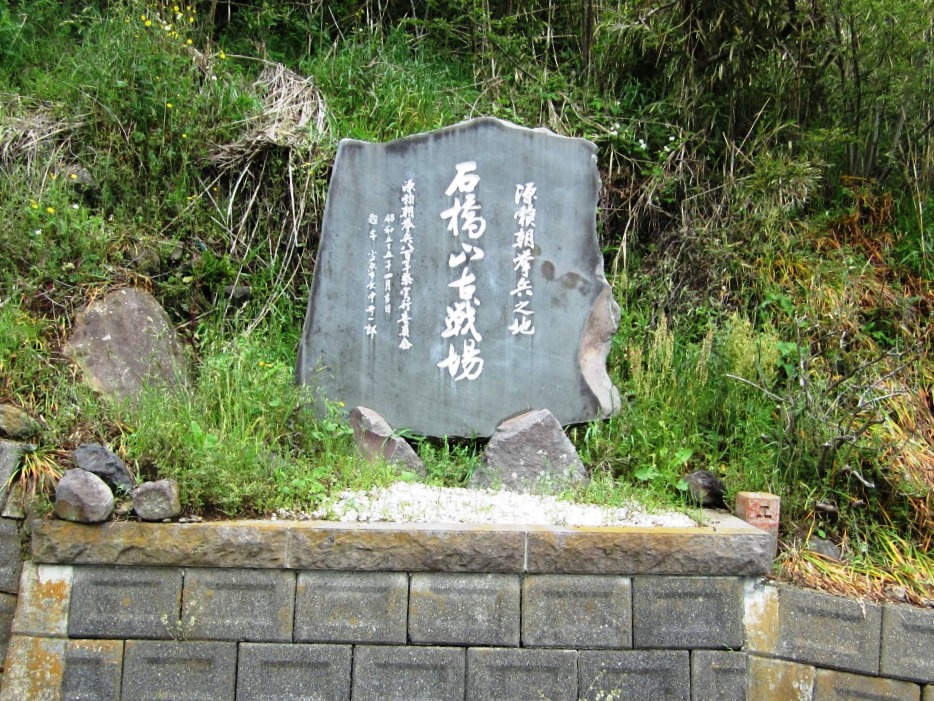
Pomnik na miejscu bitwy

Wkrótce po nieudanym powstaniu przeciwko Tairom, zakończonym bitwą nad Uji, w której zginęli  książę Mochihito i Yorimasa Minetomo, główny spadkobierca rodu Minatomo, Yoritomo Minamoto postanowił otwarcie wystąpić przeciwko Tairom i rozesłał wezwanie do swych popleczników. Wielu z nich, choć rozproszonych i ostrożnych po przegranych walkach ery Heiji, zgromadziło się pod jego sztandarami. Yoritomo rozpoczął działania w Izu, gdzie zgładził wyznaczonego przez Tairów zarządcę.
Kilka dni później, z ok. 200 wojownikami przekroczył granicę w górach Hakone, wkraczając do Sagami, by połączyć się z wojskami klanu Miura. Zanim to jednak nastąpiło, w wąskiej ciaśninie Ishibayama, nad brzegiem zatoki Sagami doścignął go lokalny sprzymierzeniec Tairów, Kagechika Ōba. Prowadząc dziesięciokrotnie większe siły, w nocnym ataku rozbił i zniszczył siły Yoritomo. Ten ostatni, w chaosie nocnej walki zdołał ujść i ustanowił nową bazę w wiosce Kamakura, chronionej przez góry i z dala od baz Tairów. Tam gromadził siły, podczas gdy Tairowie walczyli z powstaniami na zachodzie i mnichami-wojownikami w Narze i Heian-kyō.